# Sielsowiet Sinkiewicze
Sielsowiet Sinkiewicze (biał. Сінкевіцкі сельсавет; ros. Синкевичский сельсовет) – sielsowiet na Białorusi, w obwodzie brzeskim, w rejonie łuninieckim, z siedzibą w Sinkiewiczach.
Według spisu z 2009 sielsowiet Sinkiewicze i gorsowiet Mikaszewicze, tj. terytorium obecnego sielsowietu Sinkiewicze, zamieszkiwało 2930 osób, w tym 2870 Białorusinów (97,95%), 36 Rosjan (1,23%), 12 Polaków (0,41%) i 12 Ukraińców (0,41%).
Enklawę w terytorium sielsowietu Sinkiewicze stanowi miasto Mikaszewicze.

## Historia
10 marca 2017 do sielsowietu Sinkiewicze przyłączono w całości likwidowany gorsowiet Mikaszewicze.

## Miejscowości
- agromiasteczko:
  - Sinkiewicze
- wsie:
  - Hrada
  - Łutawień
  - Mokrowo
  - Morszczynowicze
  - Namokrowo
  - Ostrowo
  - Pieszczaniki
  - Sitnica
  - Sitnicki Dwór
  - Wagan
  - Wilcza
  - Zaprosie